# Ayşe Kulin
Ayşe Kulin (Istanbul, 26 agosto 1941) è una scrittrice e sceneggiatrice turca.

## Biografia
Ayşe Kulin è nata ad Istanbul nel 1941. Il padre, Muhittin Kulin, di origini bosniache, è stato uno degli ingegneri civili che fondarono la State Hydraulic Works (DSİ), e ne divenne il primo direttore. Sua madre, Sitare Hanım, di origini circasse, era la nipote di uno dei ministri dell'economia ottomani.
Si è laureata all'American College for Girls di Arnavutköy, Istanbul. Nel 1984 ha pubblicato una raccolta di racconti intitolata Güneşe Dön Yüzünü (Volgi il tuo viso al sole). Due anni dopo, da uno dei racconti, Gülizar, venne tratto un film, intitolato Kırık Bebek (Bambino rotto), che le valse un premio per la sceneggiatura del Ministero della Cultura e del Turismo. La Kulin continuò a lavorare come sceneggiatrice, direttore della fotografia e produttore di film, serie televisive e spot pubblicitari. Nel 1986 vinse il "Best Cinematographer Award" della Theatre Writers Association per il suo impegno nella serie televisiva Ayaşlı ve Kiracıları.
Nel 1996 scrisse una biografia su Münir Nurettin Selçuk, intitolata Bir Tatlı Huzur (Una dolce pace). Nello stesso anno, con il racconto Foto Sabah Resimleri (Foto Sabah) vinse lo "Haldun Taner Short Story Award", e il "Sait Faik Short Story Award" l'anno successivo. Nel 1997 riceve il riconoscimento di "Writer of the Year" dalla İstanbul Communication Faculty per il romanzo biografico Adı Aylin (Il suo nome è Aylin). Lo stesso premio le venne assegnato l'anno successivo per il racconto Geniş Zamanlar (Tempi presenti). Nel novembre 1999 scrisse il romanzo Sevdalinka, sulla guerra di Bosnia, e nel 2000 il romanzo biografico Füreyya. A giugno 2001 pubblicò il romanzo Köprü (Il ponte), sulla drammatica situazione delle province orientali della Turchia e su come esse dettero forma ai primi passi della repubblica.
Nel maggio del 2002, la Kulin scrisse il romanzo Nefes Nefes'e (Senza respiro), sui diplomatici turchi che salvarono vite ebree al tempo dell'Olocausto.
Dal 2007 è Ambasciatrice per l'UNICEF.

## Vita privata
È stata sposata due volte ed altrettante ha divorziato. Due suoi recenti romanzi, Hayat e Hüzün, entrambi del 2011, contengono riferimenti alle sue vicende coniugali, da cui sono nati quattro figli.